# Odness
Odness är en udde i Storbritannien.   Den ligger i kommunen Orkneyöarna och riksdelen Skottland, i den norra delen av landet, 900 km norr om huvudstaden London.
Terrängen inåt land är platt. Havet är nära Odness åt nordost.